# Nicolás Díaz Sánchez
Nicolás Benigno Díaz Sánchez (Rancagua, 10 de agosto de 1929-ibíd., 18 de octubre de 2019) fue un médico cardiólogo y político chileno. Militante del Partido Demócrata Cristiano (PDC), se desempeñó como alcalde y concejal de Rancagua, intendente de la Provincia de O'Higgins y senador de la República.

## Familia y estudios
Hijo de Marco Díaz y Ana Sánchez. Estudió en el Instituto O'Higgins de Rancagua, y posteriormente realizó sus estudios superiores en la Facultad de Medicina de la Universidad de Chile, donde se tituló de médico cirujano en 1955. Se especializó en cardiología y ejerció la medicina en su natal Rancagua, trabajando en el Hospital Regional y en consultorios gratuitos de la Iglesia católica.
En su juventud fue miembro del movimiento scout y participó, décadas más tarde, en la organización del  19.º Jamboree Scout Mundial de 1998, celebrado en Picarquín, comuna de Mostazal.
Se casó con Mabel Soteras Irazábal, con quien tuvo cinco hijos: Rodrigo, Gonzalo, Irene, Paulina y Felipe.
Falleció el 18 de octubre de 2019 en su ciudad natal.

## Vida política
Se inició en política como jefe regional de la candidatura de Eduardo Frei Montalva para la elección presidencial de 1958. Más tarde se integró al Partido Demócrata Cristiano (PDC). Fue elegido en 1963 como alcalde de Rancagua, pero renunció al año siguiente. En 1967 fue nuevamente electo alcalde, pero renunció igualmente en 1968. En 1970 fue nombrado Intendente provincial.
Tras haber ocupado diversos cargos en su partido durante la dictadura militar, y participar en el comando del «No» para el Plebiscito Nacional de 1988, fue elegido Senador de la República por la VI Región del Libertador Bernardo O'Higgins, entre 1990 y 1998.
En la primera mitad de su período parlamentario integró las Comisiones Permanentes de Salud, la que presidió; la de Medio Ambiente y Bienes Nacionales; y la de Agricultura, y fue senador reemplazante en la Comisión Permanente de Derechos Humanos, Nacionalidad y Ciudadanía. En su segundo período integró esta última comisión fue reemplazante en la de Medio Ambiente y Bienes Nacionales.
Entre 2004 y 2008 se desempeñó como concejal por la comuna de Rancagua. No se presentó a la reelección para dejar espacio a nuevas generaciones.

## Historial electoral

### Elecciones parlamentarias de 1989
- Elecciones parlamentarias de 1989 a Senador por la Circunscripción 9, (O'Higgins)[4]

| Candidato                   | Pacto                          | Partido | Votos   | %     | Resultado |
| --------------------------- | ------------------------------ | ------- | ------- | ----- | --------- |
| Nicolás Díaz Sánchez        | Concertación por la Democracia | PDC     | 106.182 | 29,68 | Senador   |
| Anselmo Sule Candia         | Concertación por la Democracia | ILA     | 105.728 | 29,55 | Senador   |
| Alfonso Orueta Ansoleaga    | Democracia y Progreso          | RN      | 62.768  | 17,54 |           |
| Manuel Valdés Valdés        | Democracia y Progreso          | ILB     | 35.764  | 10,00 |           |
| Rafael Cumsille Zapapa      | Alianza de centro              | ILD     | 24.952  | 6,97  |           |
| Domingo Durán Neumann       | Alianza de centro              | DR      | 15.200  | 4,25  |           |
| Ricardo Hernán Bustos Gómez | Liberal-Socialista Chileno     | PL      | 7.216   | 2,02  |           |

### Elecciones municipales de 2004
- Elecciones Municipales de 2004, para Rancagua[5]

| Candidatos | Candidatos                  | Partido                          | Votos | Porcentaje | Condición |
|            | Darío Poblete Morales       | Partido Humanista                | 1.082 | 1,31%      |           |
|            | Sergio Mella Valenzuela     | Partido Humanista                | 287   | 0,35%      |           |
|            | Mauro Pantoja Rivera        | Partido Humanista                | 554   | 0,67%      |           |
|            | Carlos Poblete Ávila        | Partido Comunista                | 1.786 | 2,17%      |           |
|            | Danilo Jorquera Vidal       | Partido Comunista                | 3.478 | 4,22%      | Concejal  |
|            | Washington Greig Acevedo    | Independiente Juntos Podemos     | 749   | 0,91%      |           |
|            | Bernardo Córdova Palma      | Independiente Juntos Podemos     | 581   | 0,70%      |           |
|            | Eduardo Soto Romero         | Unión Demócrata Independiente    | 8.500 | 10,31%     | Concejal  |
|            | Pamela Medina Schulz        | Unión Demócrata Independiente    | 5.186 | 6,29%      | Concejal  |
|            | Antonio Donghi Paladino     | Unión Demócrata Independiente    | 2.667 | 3,23%      |           |
|            | Jorge Rojas Lemoine         | Unión Demócrata Independiente    | 3.244 | 3,93%      |           |
|            | Fresia Cabello Fernández    | Renovación Nacional              | 2.067 | 2,51%      |           |
|            | Claudia Gajardo Bascuñán    | Renovación Nacional              | 802   | 0,97%      |           |
|            | Luis Gabriel Reyes Miranda  | Renovación Nacional              | 711   | 0,86%      |           |
|            | Pedro Retamal Acuña         | Independiente Alianza            | 1.675 | 2,03%      |           |
|            | Nicolás Díaz Sánchez        | Democracia Cristiana             | 8.605 | 10,44%     | Concejal  |
|            | Mario Quijada Silva         | Democracia Cristiana             | 2.128 | 2,58%      |           |
|            | Gloria López López          | Democracia Cristiana             | 1.734 | 2,10%      |           |
|            | Marco Ortega Abarca         | Partido Radical Social Demócrata | 1.622 | 1,97%      |           |
|            | Manuel Villagra Astorga     | Partido por la Democracia        | 6.622 | 8,03%      | Concejal  |
|            | Alexis Valenzuela Van Treek | Partido por la Democracia        | 4.824 | 5,85%      | Concejal  |
|            | Edinson Ortiz González      | Partido Socialista               | 5.157 | 6,25%      | Concejal  |
|            | Pablo Pallamar Azúa         | Partido Socialista               | 2.669 | 3,24%      |           |
|            | Juan Ramón Godoy Muñoz      | Independiente Fuera de Pacto     | 6.191 | 7,51%      |           |
|            | Arturo Jara Carrasco        | Independiente Fuera de Pacto     | 8.874 | 10,76%     | Concejal  |